# Srbohrvaščina
Srbohrvaščina (srpskohrvatski ali hrvatskosrpski) je bil uradni jezik v nekdanji SFRJ poleg slovenščine in makedonščine.
Izraz srbohrvaški jezik se je v obdobju jugoslovanske države uporabljal kot krovni termin za osrednji južnoslovanski jezikovni sistem, vključujoč naroda Hrvatov in Srbov, kasneje pa tudi Bošnjakov in Črnogorcev. Po razpadu jugoslovanske države se hrvaščina, srbščina, bosanščina in črnogorščina opredeljujejo kot samostojni jeziki. Jezikoslovci dokazujejo, da je srbohrvaški jezik tudi po razpadu SFRJ en jezik, definiran kot policentrični standardni jezik, podobno kot npr. nemščina, angleščina in francoščina: govori se v nekaj državah in ima zato več središč; vsako središče ima svojo nacionalno varianto z lastnimi kodificiranimi razločevalnimi normami. Do leta 1990 je bil srbohrvaški jezik netipični policentrični jezik, ker se je uporabljal znotraj ene države, po razpadu SFRJ pa je postal tipični policentrični jezik, saj se uporablja v nekaj državah.
| hrvaščina                                                                                                | bosanščina                                                                                                   | srbščina                                                                                                   |
| U pogledu ispušnih plinova i zagađivanja zraka u Jeruzalemu, bilo bi potrebno poduzeti mjere sigurnosti! | U pogledu ispušnih gasova i zagađivanja vazduha u Jerusalemu, bilo bi potrebno preduzeti mjere bezbjednosti! | U pogledu izduvnih gasova i zagađivanja vazduha u Jerusalimu, bilo bi potrebno preduzeti mere bezbednosti! |
| --- | --- | --- |